# ناحیه اسویت‌واتر، میشیگان
ناحیه اسویت‌واتر (به انگلیسی: Sweetwater Township) یک منطقهٔ مسکونی در ایالات متحده آمریکا است که در شهرستان لیک، میشیگان واقع شده‌است.
 ناحیه اسویت‌واتر ۹۲٫۷ کیلومتر مربع مساحت و ۲۳۸ نفر جمعیت دارد و ۲۷۲ متر بالاتر از سطح دریا واقع شده‌است.